# Henryk Mikolasch
Henryk Mikolasch (ur. 9 grudnia 1872 we Lwowie, zm. 20 lipca 1931 w Tatarowie) – polski artysta fotograf i artysta malarz.

## Życiorys
Był potomkiem znanych lwowskich aptekarzy, właścicieli największej lwowskiej apteki i drogerii „Pod Złotą Głową” – Piotra i Karola Henryka, zrezygnował jednak z prowadzenia rodzinnego interesu i obie firmy sprzedał przed pierwszą wojną światową. Jako młody człowiek zainteresował się fotografią i tej właśnie pasji poświęcił swoją przyszłość. Fotografował od 12 roku życia. W dziedzinie fotografii był samoukiem.
Ukończył studia na Uniwersytecie Lwowskim, uwieńczone doktoratem z filozofii (farmakologia i chemia).
Był wykładowcą i kierownikiem Zakładu Fotografii przy Wydziale Ogólnym Politechniki Lwowskiej. Był pionierem polskiej sztuki fotograficznej, autorem wielu prac teoretycznych. Wykształcił wielu znakomitych polskich fotografów. Był jednym z pierwszych polskich fotografów, którzy wykonywali fotografie barwne (jest autorem słynnego zdjęcia z 1910 roku pod tytułem Dziewczynka z morelami).
W kręgu jego zainteresowań były różne dziedziny sztuki, m.in.:
- malarstwo (malował akwarelą, był uczniem Juliusza Kossaka, Fałata i Stanisławskiego)
- muzyka (uczył się śpiewu w klasie Walerego Wysockiego w Konserwatorium Galicyjskiego Towarzystwa Muzycznego.

Był wielokrotnym uczestnikiem wystaw fotograficznych w kraju i za granicą (przed I wojną światową ponad 20 wystaw), zdobywcą wielu nagród w tej dziedzinie. Do 1910 roku odznaczony na wystawach fotograficznych w Amsterdamie, Paryżu, Wiedniu, Londynie i Budapeszcie. Zdobył złoty medal na I Wielkiej Wystawie Słowiańskiej w Wieliczce (1903)
W latach 1921–1931 wykładał na Politechnice Lwowskiej, gdzie kierował Zakładem Fotografii. Prowadził zajęcia na wydziale inżynierii lądowej i wodnej oraz architektonicznym. Prowadził ćwiczenia z fotografii dokumentarnej i artystycznej, optyki fotograficznej, procesów chemicznych i pozytywowo-negatywowych, estetyki obrazów fotograficznych. Wprowadził technikę bromoleju do wykonywania pozytywów.
Pisał artykuły popularyzujące sztukę fotograficzną. Zawierały one wskazówki dotyczące sztuki fotografowania i uczyły techniki fotograficznej. Był autorem trzech opracowań z dziedziny fotografii:
- Moja technika olejna i bromoolejna (1926),
- Sztuka wywoływania zdjęć fotograficznych (1931)
- Moja technika gumowa (1932 – wydana pośmiertnie).
- Polskie słownictwo fotograficzne (wraz z Józefem Świtkowskim).
- Album Fotografów Polskich (1905) z pracami fotografów-amatorów.

W 1903 został wybrany na prezesa pierwszego polskiego stowarzyszenia zrzeszającego fotografów – Klubu Miłośników Sztuki Fotograficznej (klub działał od 1891). Z jego inicjatywy Klub przekształcono w 1903 roku w Lwowskie Towarzystwo Fotograficzne, którego był honorowym prezesem. Był członkiem honorowym Polskiego Towarzystwa Miłośników Fotografii w Warszawie, jednym z pierwszych pięciu członków Kapituły Seniorów Fotoklubu Polskiego. Z jego udziałem powstało czasopismo Wiadomości Fotograficzne. Był jurorem wielu wystaw fotograficznych, konstruktorem aparatów fotograficznych. Eksperymentował z technikami szlachetnymi. Popularyzował fotografię wśród młodzieży. Prowadził lekcje prywatne z zakresu fotografii i wykształcił wielu polskich artystów m.in. Janinę Mierzecką, Zbigniewa Bieniawskiego, Jana Neumana.
W 1910 został wybrany prezesem zarządu Galicyjskiego Towarzystwa Cyklistów i Motorzystów.

## Wystawy indywidualne
- 1926 Lwów
- 1930 Lwów,
- 1930 Warszawa,
- 1932 Lwów – pośmiertna.

W 1973 roku w galerii Związku Polskich Artystów i Fotografików odbyła się wystawa Henryk Mikolasch i Jemu współcześni zorganizowana przez jego uczennicę Janinę Mierzecką.
Pochowany na Cmentarzu Łyczakowskim we Lwowie.